# Штаа, Гервиг ван
Ге́рвиг ван Шта́а (нем. Herwig van Staa; род. 10 июня 1942, Линц, Верхняя Австрия, Австрия) — австрийский государственный деятель и политик, основатель движения За Инсбрук. Мэр Инсбрука в 1994—2002 годах. Ландесхауптман Тироля в 2002—2008 годах. Президент ландтага Тироля в 2008—2018 годах.
Лауреат многочисленных австрийских и зарубежных наград и почётных званий. Имеет несколько высших образований, включая юридическое и экономическое. Женат. Является отцом двоих детей.

## Биография
Родился в Линце 10 июня 1942 года. Окончил начальную школу в Леонфельдене и среднюю школу в Вельсе. В 1960 году поступил в Инсбрукский университет, где изучал право, экономику, фольклор и социологию. Завершил высшее образование, получив степени доктора юриспруденции, доктора философии и магистра социальных наук. В 1971 года работал управляющим компаньоном в Институте пространственных и социальных исследований в Тироле. В 1974 года — ассистентом, в 1980 году — руководителем Научно-исследовательского института альпийского сельского и лесного хозяйства Инсбрукского университета. В 1989 году стал доцентом. После избрания в мэры приостановил академическую карьеру, ушёл в бессрочный отпуск без оплаты.
В 1974 году сочетался браком с Луизой, урожденной Вальнёфер, дочерью губернатора Эдуарда Вальнёфера. Имеет двоих детей. Во время обучения в университете стал членом нескольких австрийских католических молодёжных организаций. В 2012 году он являлся членом около тридцати христианских студенческих ассоциаций Австрии, Германии и Швейцарии.

### Политическая карьера
С 1989 по 2005 год был членом муниципального совета Инсбрука. Из-за неоднократной критики экскурсий по городу был исключен из клуба муниципального совета. На выборах в муниципальный совет 1994 года, хотя все ещё являлся членом Тирольской народной партии, баллотировался со своим собственным списком «За Инсбрук», который стал второй фракцией в земельном парламенте. В 1994 году стал мэром Инсбрука и был переизбран на эту должность в 2000 году. Во время службы мэром реструктурировал городские финансы и уменьшил долги муниципалитета. Он также заложил фундамент для строительства нового здания ратуши, железнодорожного вокзала, трамплина, футбольного стадиона и начал реконструкцию старых олимпийских спортивных сооружений.
27 октября 2001 года был избран председателем Тирольской ячейки Австрийской народной партии. 26 октября 2002 года был избран ландесхауптманом Тироля, став преемником Венделина Вайнгартнера. Хильде Зак сменила его на посту мэра Инсбрука. Штаа был утвержден в должности на государственных выборах 2003 года.
После выборов 8 июня 2008 года в Тироле, когда местная ячейка Австрийской народной партии набрала 40,45% (в 2003 году было 49,89%) голосов, его партия дала ему указание провести переговоры по созданию коалиции. После коалиционных переговоров и подписания коалиционного соглашения с Тирольской ячейкой Социал-демократической партии Австрии 23 июня 2008 года подал в отставку с поста ландесхауптмана. 1 июля 2008 года его сменил на посту бывший министр внутренних дел Гюнтер Платтер, и в тот же день Штаа был избран председателем ландтага Тироля. После парламентских выборов 28 апреля 2013 года, 24 мая того же года был переизбран председателем ландтага Тироля (29 за, 5 против, 2 воздержались). Не участвовал в выборах 2018 года. 28 марта 2018 года новым председателем ландтага Тироля стала Соня Ледл-Россманн.